# Леутари II
Леутари II (на латински: Leutharius II; на немски: Leuthari II, Leutharis, Leuthard; * пр. 630, † сл. 643) е през 7 век алемански херцог.
Според хрониката на Фредегар през 643 г. Леутари II нарежда убийството на Ото, възпитателят на франкския крал Сигиберт III, и така дава възможност на Гримоалд (643 – 661/62), да получи службата майордом на австразийския двор.